# Могами Ёсиаки
Могами Ёсиаки (最上義光? , 1 февраля 1546 — 29 ноября 1614) — японский военачальник конца периода Сэнгоку и начала периода Эдо. 1-й даймё Ямагата-хана (1600—1614). Его называли «Лис из Дэвы».

## Биография
Старший сын и преемник Могами Ёсимори (1521—1590) в звании даймё (князя) Ямагата. В 1570 году после добровольной отставки своего отца Могами Ёсиаки возглавил род Могами. В 1590 году после смерти своего отца и падения Одавары Могами Ёсиаки признал вассальную зависимость от Тоётоми Хидэёси, который сохранил за ним его родовые владения. После смерти Тоётоми Хидэёси (1598) он перешёл на сторону Токугавы Иэясу.
В 1600 году Могами Ёсиаки вместе со своим племянником Датэ Масамунэ воевал на стороне Токугава Иэясу проти Уэсуги Кагэкацу на севере острова Хонсю. Вначале союзники осадили и захватили стратегический важный для Уэсуги Кагэкацу замок Сироиси. В ответ на захвата замка Сироиси Наоэ Канэцугу, вассал Уэсуги Кагэкацу, во 20-тысячной армии выступил из Ёнэдзавы на замок Ямагата, столицу рода Могами. Ямагату оборонял сам Могами Ёсиаки во главе с 10-тысячным гарнизоном. Ему помогали Намбу Тосинао, Акита Санэсуэ, Тодзама Масмори и другие помощники. Наоэ Канэцугу осадил замки Хатая, Каминояма и Хасэдо.
В 1600 году после победы Токугава Иэясу в битве при Сэкигахара феод Могами Ёсиаки, домен Ямагата-хан в провинции Дэва, был значительно расширен и стал давать доход в 520000 коку риса. Это сделало Ямагата-хан пятым по величине ханом (княжеством) в Японии, за исключением территории, принадлежавшей сёгунам из рода Токугава.
В 1603 году Могами Ёсиаки был вынужден приказать старшему сыну Ёсиясу (1575—1603) покончить жизнь самоубийством, возможно, из-за Токугавы Иэясу, который желал, чтобы его наследником стал второй сын. Но уже внук Ёсиаки, Могами Ёситоси (1605—1632), 3-й даймё Ямагата-хана (1617—1622), позволил выйти из-под контроля внутренним проблемам клана — и в 1622 году второй сёгун Токугава Хидэтада, сын и преемник Иэясу, приказал ему отказаться от своего феода в Дэва и переехать в провинцию Оми, оставив его со всего лишь 10 000 коку дохода.
В ноябре 1614 года 68-летний Могами Ёсиаки скончался в своём родовом замке Ямагата. Ему наследовал второй сын Могами Иэтика (1582—1617), который стал 2-м даймё Ямагата-хана (1614—1617).
Могами Ёсиаки была продумана и построена городская крепость, которая стала основой современного города Ямагата. Он контролировал навигацию на реке Могами, благодаря чему развивалась торговля; строил плотины и занимался ирригацией на равнине Сёнэй — увеличилась площадь заливных полей, на которых выращивают рис.